# Big Feet
Big Feet (conocido como "Pie Grande" en América Latina) es el vigésimo primer episodio de la primera temporada de la serie de televisión estadounidense de drama-sobrenatural Grimm. El guion principal del episodio fue escrito por Dan E. Fesman en conjunto con Alan DiFiore, a la vez que usaron de base una historia ideada por Richard Hatem, mientras que la dirección general estuvo a cargo de Omar Madha. 
El episodio se transmitió originalmente el 11 de mayo del año 2012 por la cadena de televisión NBC. Mientras que en América Latina el episodio se estrenó el 2 de julio del mismo año por el canal Unniversal Channel. 
En este episodio Nick y Monroe deben encontrar la manera de resolver la misteriosa muerte de Larry Mckenzie, quien de alguna manera fue incapaz de revertirse a su forma original. Mientras que por otra parte Juliette inicia su búsqueda personal por respuestas, pero esta solo obtiene más preguntas.   

## Argumento
Un trío de jóvenes campistas con una cámara de vídeo se adentran a las profundidades del bosque para documentar su experiencia, hasta que de repente, los tres son atacados violentamente por lo que parece ser un Wesen. Más tarde, Juliette descubre los cadáveres de dos de los chicos, luego de haber respondido a una llamada de su trabajo. En respuesta a esto, Nick, Hank, Wu y el capitán Renard terminan analizando la escena del crimen, lugar donde terminan encontrando a la única sobreviviente quien sale del bosque gritando que Pie Grande la atacó a ella y a sus amigos.  
En el hogar de Monroe, el Blutbad descubre que su amigo Larry Mckenzie y un Wildermann, ha invadido su hogar luego de haber recibido un disparo del mismo hombre que llamó a Juliette. Poco después Monroe llama a Nick para contarle lo sucedido y explicarle que no pueden llevar a Larry al hospital dado que este sigue bajo su verdadera forma y que por lo tanto los seres humanos normales también podrían verlo, siendo esta la segunda etapa del proceso de transformación que se le conoce como Woge. A pesar de las protestas de Nick, las cosas se complican más cuando Monroe se percata de que la policía está usando perros para rastrear a Larry y que el rastro los está conduciendo a su hogar. Sin más elección, Monroe se pone la camisa de Larry y se dirige al bosque para desviar a la policía. Aunque el Blutbad se consigue liberar de los perros, este no puede evitar cruzarse en el camino de Hank, quien por un breve momento contempla a Monroe bajo su verdadera forma.
Tras el regreso de Monroe, él y Nick contemplan a Harry abrirse el cuello con desesperación y sacarse una especie de extraño aparato justo antes de caer al suelo y morir. Para poder descubrir la procedencia del dispositivo en el cuello de Larry, Monroe y Nick dejan el cuerpo en el bosque para que la policía lo encuentre. Cuando esto ocurre, la investigación revela que el dispositivo fue implantado y mandado a construir por Konstantin Brinkerhoff, un reconocido terapeuta que confiesa ante Nick haber encontrado la manera de suprimir las Woge de sus congéneres con ayuda de implantadores de drogas; además de afirmarse completamente inconsciente de las consecuencias de sus acciones.
En un laboratorio de análisis, Juliette inicia la investigación de un mechón de pelo que recolecto de la escena del crimen para descubrir a que clase de animal pertenece. Sin embargo lo que descubre la sorprende: de alguna manera el cabello vierte ciertas similitudes de ADN humano y de animal, lo que recuerda de cierta manera a las teorías criptídicas sobre la existencia de parahumanos.
Esa misma noche otro Wildermann intenta atacar a un vagabundo, pero este logra eludirlo y asesinarlo en un acto de defensa propia. Gracias a los contactos y conocimientos de Monroe, Nick se entera de que el hombre que murió también fue paciente de Konstantin Brinkerhoff y cuando se enteran de la muerte de otro hombre que tenía el mismo dispositivo que los dos anteriores, Monroe finalmente decide confrontar al terapeuta responsable de la muerte de sus amigos. Desafortunadamente lo que el Blutbad ignora, es que Konstantin también posee un dispositivo en su cuerpo, lo que le hace manifestar su woge y perder el control. Nick y Hank persiguen a Konstantin y lo acorralan en un cine donde Wu acaba con el Wildermann para defender a Nick de un ataque por la espalda. En el momento en que Konstantin muere, Hank contempla con horror la transformación del wesen a su forma humana. Más tarde en su hogar, Nick es confrontado por Juliette, quien le revela que los resultados del cabello que analizo la han hecho abrirse a la posibilidad de considerar que los cuentos de hadas podrían no ser falsos. 

## Elenco
- David Giuntoli como Nick Burkhardt.
- Russell Hornsby como Hank Griffin.
- Bitsie Tulloch como Juliette Silverton.
- Silas Weir Mitchell como Monroe.
- Sasha Roiz como el capitán Renard.
- Reggie Lee como el sargento Wu.

## Producción
La frase al comienzo del episodio se desprende de un pequeño cuento no muy popular de los hermanos Grimm, llamado Hans el erizo. Por otra parte la trama en general del episodio fue inspirada en el mito de Pie Grande.

### Actuación
El episodio presentó al actor Kenneth Mitchell en el papel de Larry Mckenzie y un Wilderman.

### Continuidad
- Hank se topa con Monroe mientras este está transformado en su forma Blutbad y más tarde ve a Binkerhoff en su forma Wildermann.
- Monroe introduce el término Woge para describir las transformaciones de los Wesen.

## Recepción

### Audiencia
En el día de su transmisión original en los Estados Unidos por la NBC, el episodio fue visto por un total de 4.450.000 de telespectadores.

### Crítica
Kevin McFarland de AV Club le dio a episodio una C- en una categoría de la A a la F argumentando: "Casi todo lo que salió mal en el episodio de la semana pasada, fue centrarse demasiado en los personajes episódicos y no en el desarrollo de Nick/Monroe/Hank, una pequeña exploración de cualquier relación que se ha desarrollado hasta la fecha. Eso no pasa aquí, y en su lugar es reemplazado por un episodio más tenso y emocionante, que se las aregla para pasar por un dato interesante de los Wesen, al mismo que tiempo que avanza lentamente al hecho evidente de que tarde o temprano Nick tendrá que decirle a Juliette quien es en realidad".